# Náměšť na Hané
Náměšť na Hané (moravsky Náměšč, německy Namiescht (Hanna)) je městys ležící v oblasti Hané asi 15 km západně od Olomouce. Žije zde přibližně 2 200 obyvatel.

## Název
Původní podoba jména byla Námesť (v mužském rodě) a byla odvozena od osobního jména Námest (v jehož druhé části je základ slovesa mstíti (sě)). Význam místního jména byl "Námestův majetek". (Obdobným způsobem bylo utvořeno jméno slovenského Námestova.) V nejstarších písemných dokladech ze 12. a 13. století (ojediněle od druhé poloviny 13.) je ještě ve druhé slabice -me- (stejně jako u jména Náměště nad Oslavou), od 14. století se však používala hlásková podoba -mě- vzniklá přikloněním ke slovu město. Používání mužského nebo ženského rodu u tohoto jména se v lidové mluvě (spisovný je rod ženský) víceméně krylo s užíváním těchto rodů u jména Olomouc (viz tam).

## Historie
První písemná zmínka o obci pochází z roku 1141, kdy se společně se sousední vsí Biskupství uvádí na známé listině biskupa Zdíka. Obec byla až do 16. století převážně biskupským zbožím, ale její část se dostala do světských rukou. Po Náměšti se psal roku 1276 Všebor, syn Idíka ze Švábenic, který zde založil hrad. Ten roku 1371 získal Půta z Holštejna a na počátku 15. století vladykové z Obory. Hrad zanikl v česko-uherských válkách a nahradila ho tvrz na místě dnešního Dolního zámku.
Náměšť na Hané byla v roce 1883 napojena na železniční síť. 1. 6. 1883 přijel první vlak na trati Olomouc–Čelechovice.
V roce 1949 byla Náměšť sloučena s obcí Biskupství.
Ve dnech 10.–12. srpna 1973 se měl ve zdejším amfiteátru konat I. Hanácký Folk & Country Festival. Přestože již bylo prodáno či rezervováno přes 20 000 vstupenek, festival byl tři týdny před konáním v rámci postupující normalizace zakázán a několik tisíc dorazivších diváků bylo rozháněno Sborem národní bezpečnosti a bylo jim bráněno v příjezdu a příchodu. Na památku této události písničkář Jaroslav Hutka písničku Krásný je vzduch, kterou složil jako hymnu festivalu, dále uváděl, šířil a publikoval pod názvem Náměšť.
Dne 23. ledna 2007 byl obci vrácen status městyse.

## Správa městyse
Od 23. října 1976 do 23. listopadu 1990 k městysi patřily Loučany.

## Společenský život
Samospráva městysu se v roce 2016 zapojila do vyvěšování moravské vlajky 5. července. 
V roce 2017 vznikla v Náměšti iniciativa za záchranu náměšťského nádraží, které mělo být demolováno. Po mnoha jednáních vyústila v roce 2019 ve vznik spolku Nádraží Náměšť.

## Pamětihodnosti
- zámek Náměšť na Hané
- kostel svaté Kunhuty
- Přírodní park Velký Kosíř
- Přírodní park Terezské údolí
- Hrobka Kinských z roku 1871 na hřbitově. V kryptě hrobové kaple bylo pohřbeno sedm příslušníků ze tří generací hraběcí náměšťské větve rodu Kinských.

## Galerie

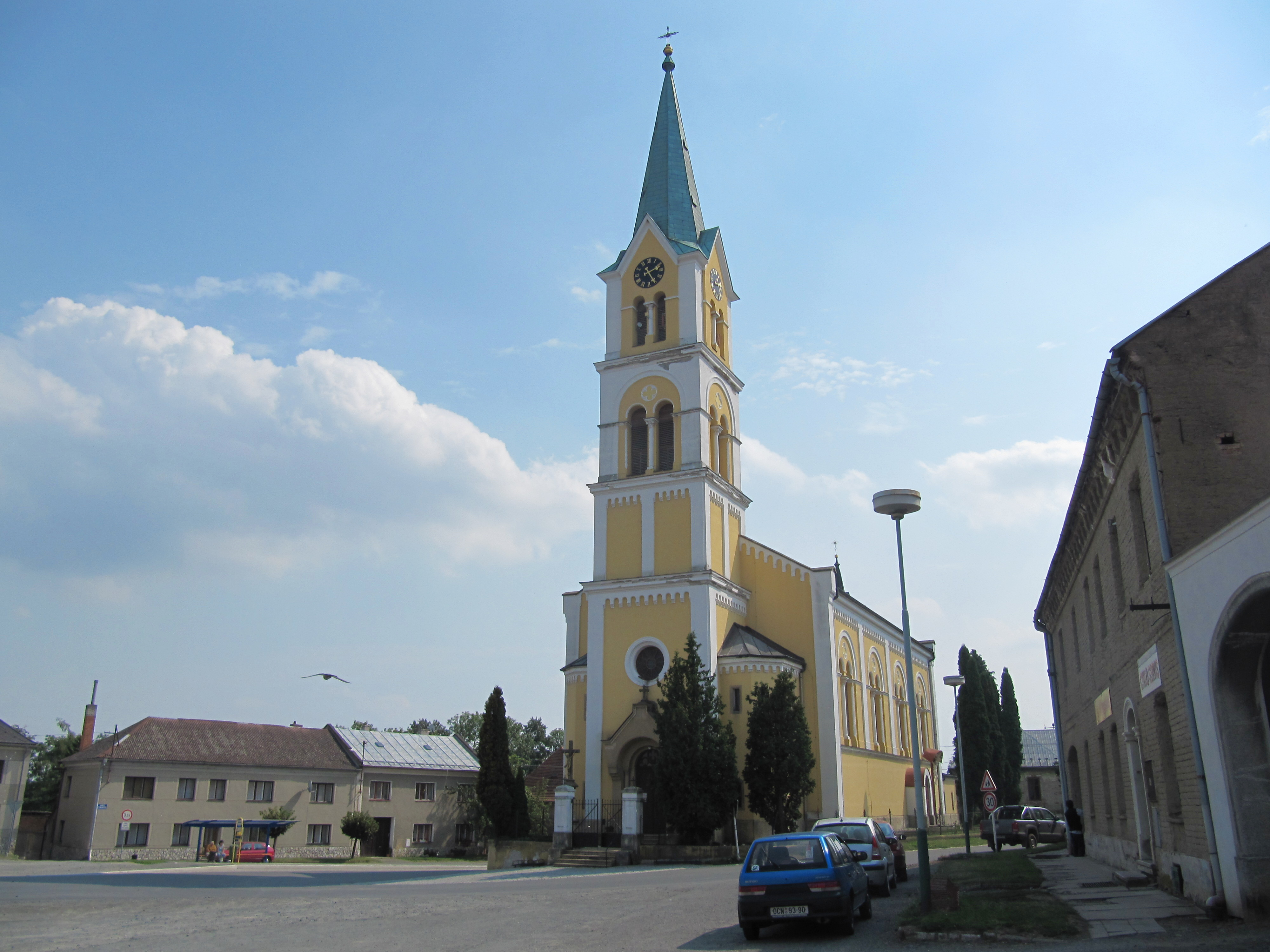
Náměstí s kostelem sv. Kunhuty
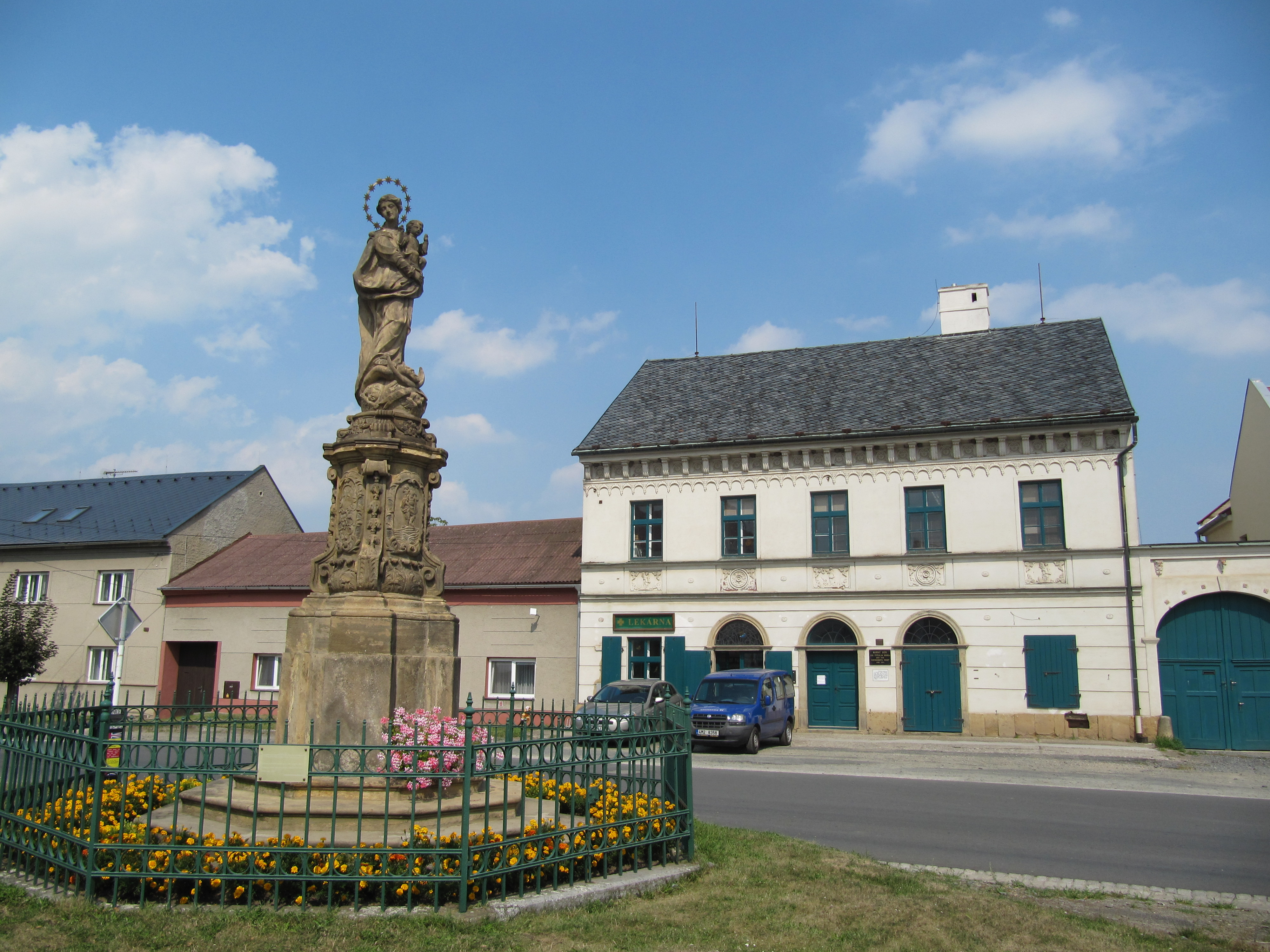
Socha Immaculaty na náměstí
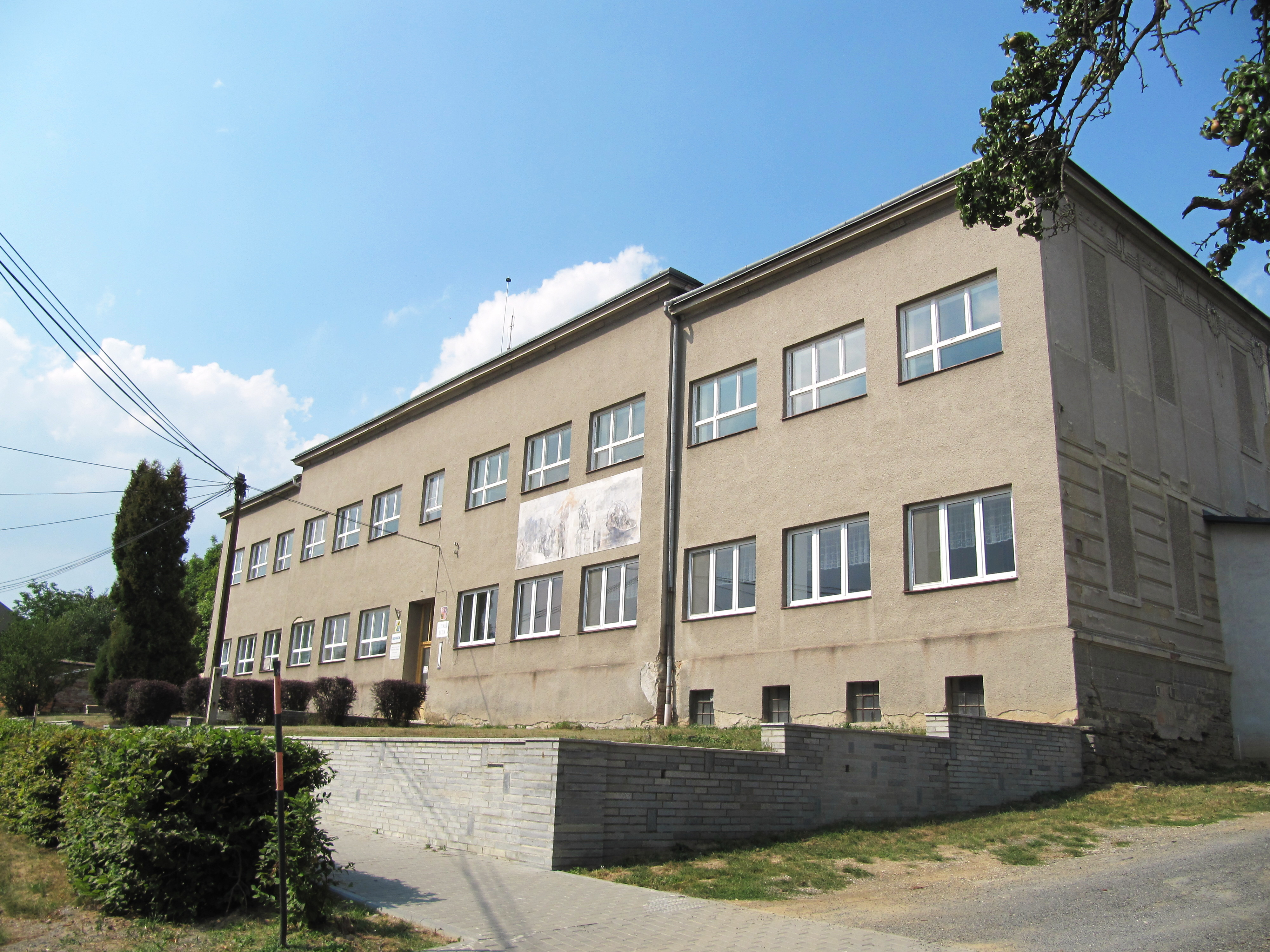
Základní škola
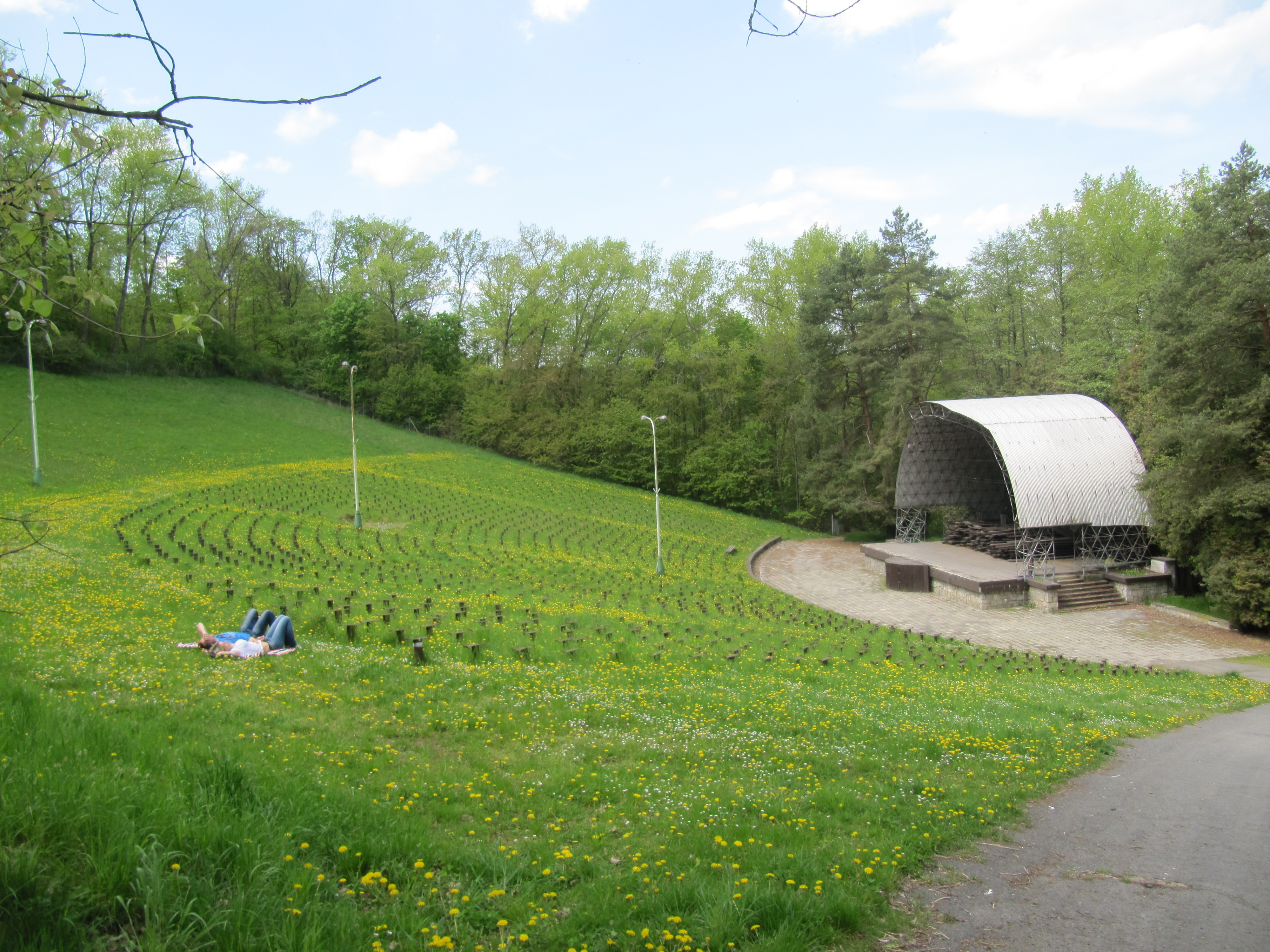
Amfiteátr, dějiště legendárního folkového festivalu
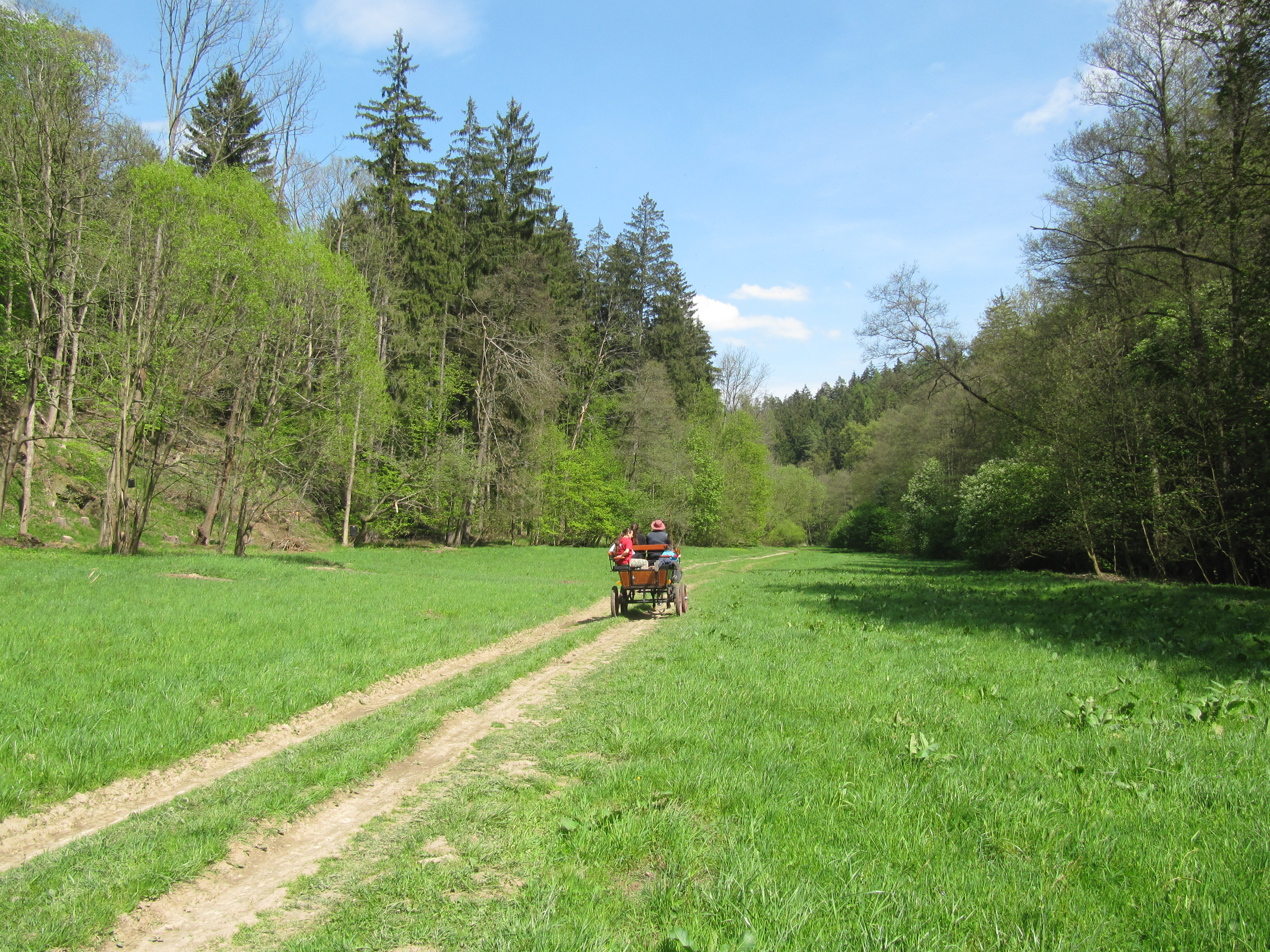
Přírodní park Terezské údolí

## Osobnosti
- Ignaz Feigerle (1795–1863), teolog, rektor a biskup.[11]
- Vítězslav Houdek (1856–1916), právník a spisovatel.
- František Serafínský Procházka (1861–1939), pedagog, knihovník, redaktor, překladatel, básník a spisovatel.
- Metoděj Pryč (1868–1932), katolický kněz.[12]
- Stanislav Otruba (1868–1949), český hudební skladatel.
- Josef Vaca (1904–1966), národopisný pracovník, zpěvák, dirigent a hudební odborník.[11][13]
- Ladislav Vychodil (1920–2005), scénograf, vysokoškolský pedagog a organizátor.[11][14]
- Jaroslav Studený (1923–2008), katolický kněz a vězeň komunismu.
- Ladislav Lakomý (1931–2011), český herec a divadelní pedagog.
- Vítězslav Svozil (* 1933), plavec, olympionik, držitel světového a evropského rekordu.
- Jaroslav Hutka (* 1947), písničkář, básník, exulant, autor písně Náměšť.
- Jiří Nevrlý (* 1947), fotbalista - útočník a fotbalový trenér.
- Lucie Hecht Navrátilová (* 1994), česká filmařka a dokumentaristka.[15][16]

## Partnerská města
- Levice (město), Slovensko
- Szczytna, Polsko

Tzv. přeshraniční spolupráce:
- Boskovice, Česko
- Konice, Česko
- Moravská Třebová, Česko
- Náměšť na Hané, Česko
- Nové Město na Moravě, Česko
- Svitavy, Česko